# Tempelbezirk am Tabard Square

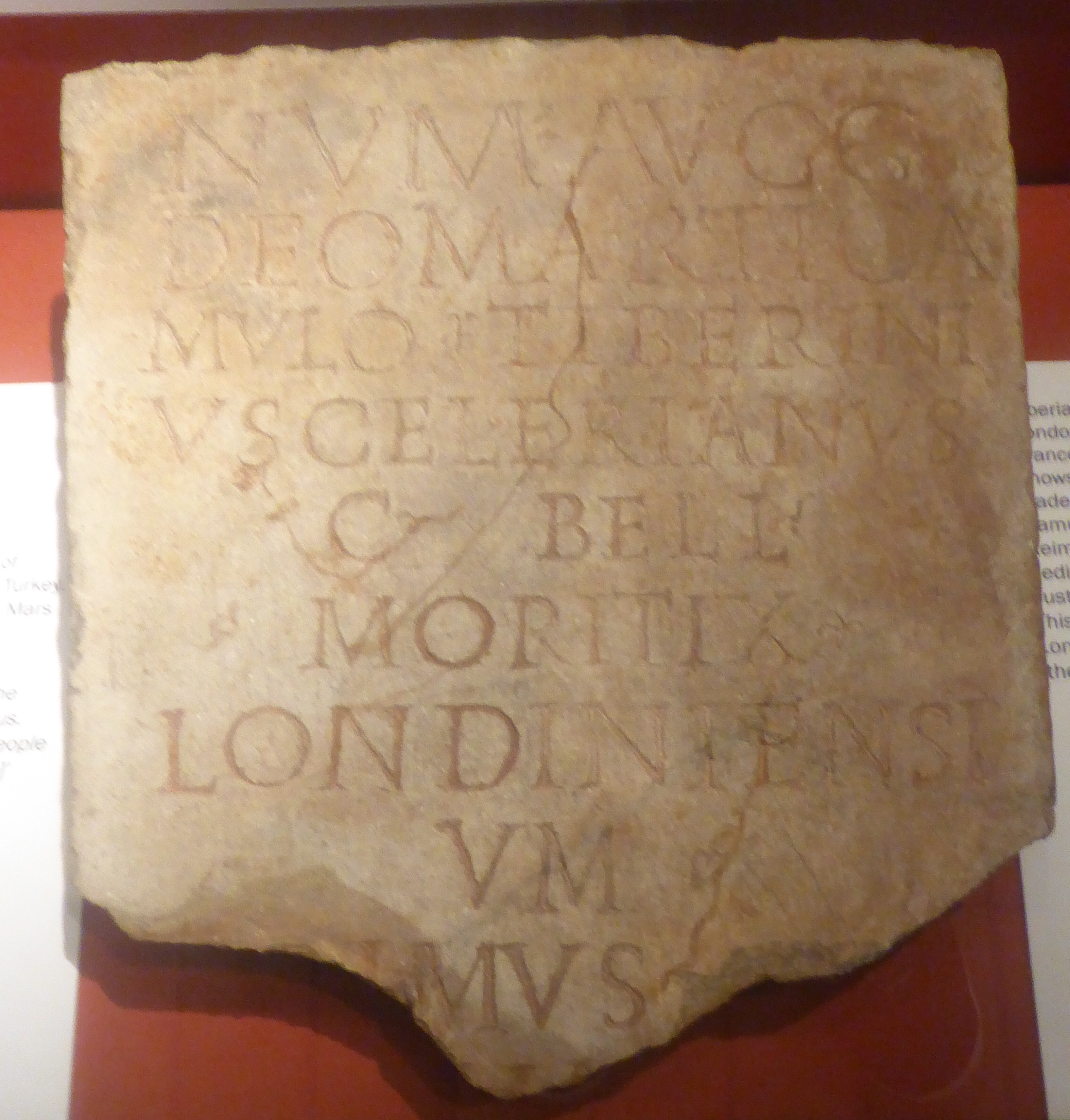
Inschrift des Tiberinius Celerianus

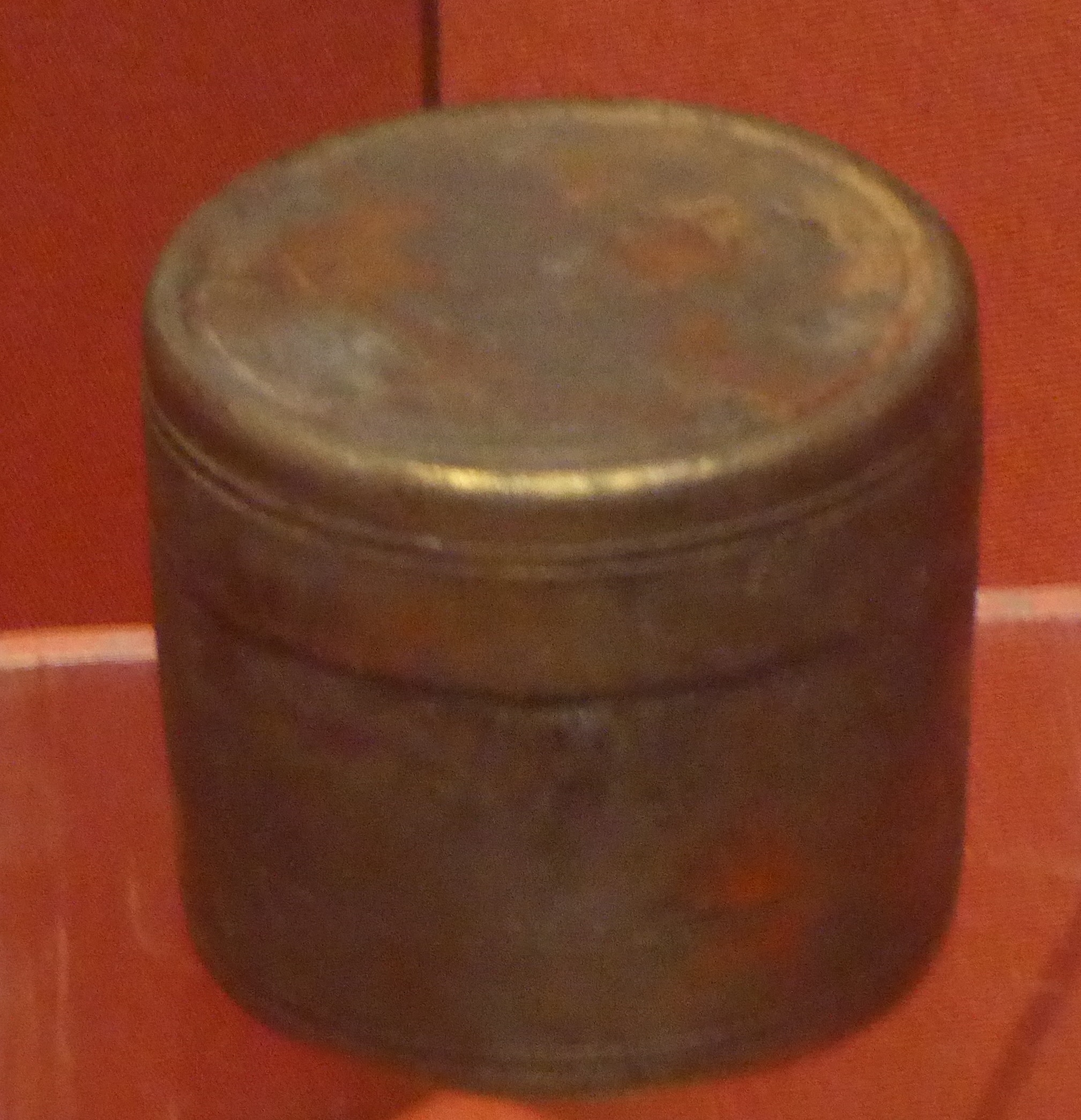
Cremedose

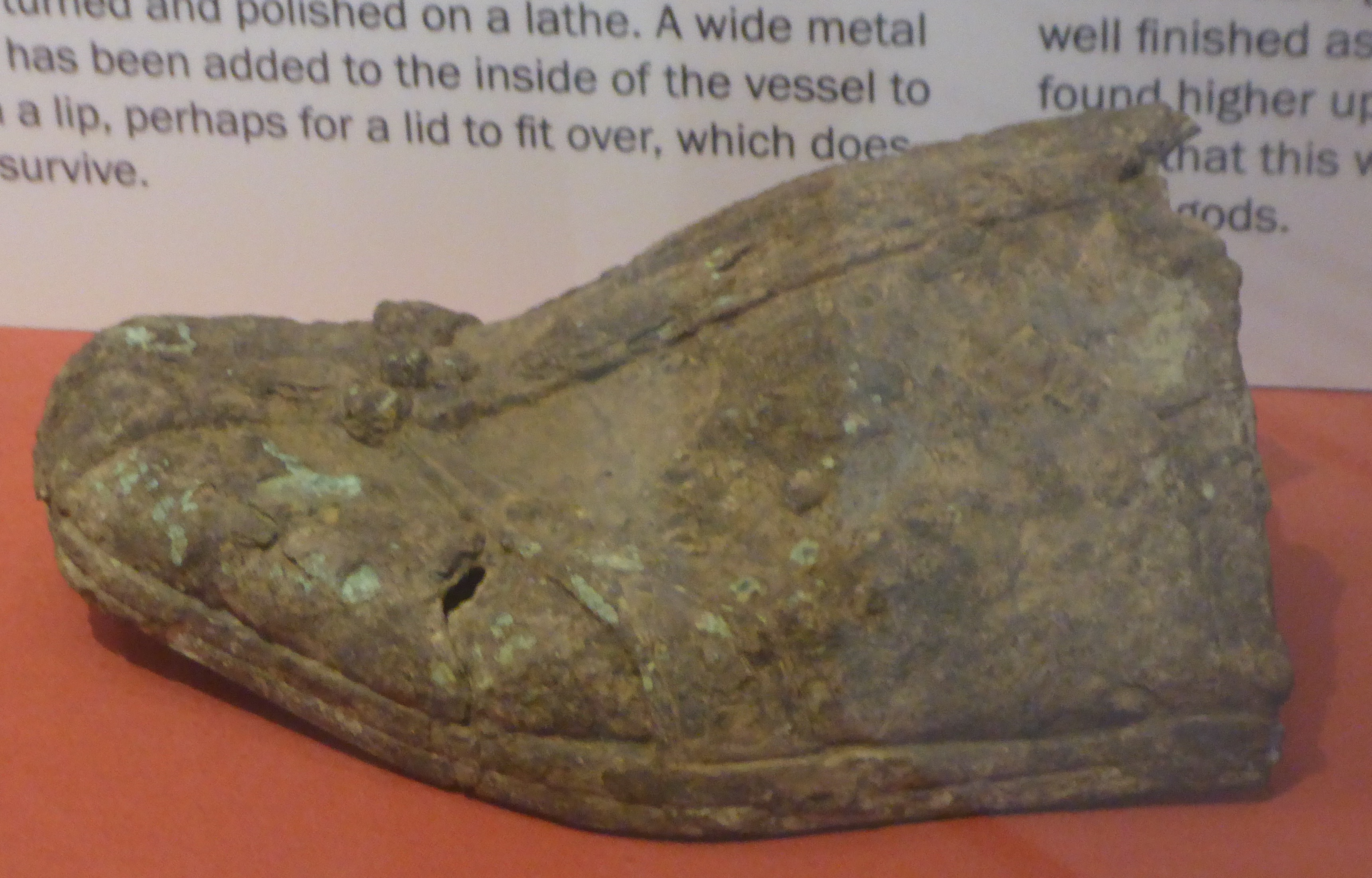
Fuß einer Bronzestatue aus dem Tempelbezirk

Der römische Tempelbezirk am Tabard Square wurde bei Ausgrabungen im Jahr 2002/2003 etwa 600 Meter südlich der Themse im Londoner Stadtbezirk Southwark freigelegt.
Insgesamt gibt es in London neun weitere Funde von Bauwerken, die als Tempel gedient haben könnten, doch ist deren Interpretation als Tempel nicht immer sicher. Die Reste am Tabard Square sind die am besten dokumentierten. Die hier verehrten Gottheiten sind nicht bekannt. Hier entwickelte sich früh eine Vorstadt zum nördlich des Flusses gelegenen Londinium mit einigen beachtlichen Bauten.

## Besiedlungs- und Nutzungsgeschichte
Einige wenige Siedlungsreste in der Gegend bei Tabard Square stammen schon aus der Bronzezeit. Aus der Zeit nach der römischen Eroberung 43 n. Chr. gibt es zunächst auch nur wenige Belege für Bebauung in dieser Gegend. Erst um 80 n. Chr. wurden einige Holzbauten errichtet, die auch belegen, wie schnell sich die Vorstadt nach Süden ausdehnte. Etwas später entstanden weitere Holzbauten und es kann das Vorhandensein einer Straße nachgewiesen werden. Die Bauten waren teilweise mit Wandmalereien dekoriert und belegen ein gehobenes Wohnniveau. Auch die Kleinfunde deuten in dieselbe Richtung. Es fanden sich zahlreiche Schmuckstücke, darunter auch eine Goldkette. Das Fragment eines Glasgefäßes mit geschnittener Dekoration bezeugt das Vorhandensein von weiteren Luxusobjekten.
Um 120 n. Chr. scheint es dann zur Gründung eines Tempelbezirkes gekommen zu sein. Eine größere Fläche wurde von einem Graben umgeben. Es scheint, dass hier ein heiliger Bezirk errichtet wurde. Ein bemerkenswerter Fund aus dieser Periode stammt aus einem Graben. Es handelt sich um eine kleine, runde Dose aus Zinn. Sie fand sich verschlossen und enthielt nach der Öffnung noch eine Creme und die Fingerabdrücke des letzten Benutzers. Eine chemische Untersuchung ergab, dass es sich um eine fettige Substanz tierischen Ursprungs (Schaf oder Kuh), um Stärke und Zinn handelt. Ein medizinischer Nutzen ist nicht erkennbar, so dass es sich vermutlich um Kosmetik handelt. Reste von Parfüm konnten aber nicht festgestellt werden.
Um 160 n. Chr. sind dann im Nordwesten des Bezirkes zwei steinerne Tempel im Stil von Gallo-römischen Umgangstempeln errichtet worden. Der nördliche Tempel war etwa 10,45 m² groß. Leider ist gerade dieser Teil der ausgegrabenen Fläche besonders schlecht erhalten. Vom Grundriss war nur etwa die Hälfte der Mauern noch nachweisbar. Der südliche Tempel war noch schlechter erhalten und es fanden sich nur noch die Reste einer Mauer. Die Größe des Tempels wurde analog zum nördlichen Tempel rekonstruiert. Der Tempelbezirk war bis im 4. Jahrhundert in Betrieb. Hier fand sich die Inschrift des Tiberinius Celerianus, die Weiheinschrift eines Händlers aus Gallien. Eine weitere Inschrift fand sich nur in einem Fragment auf Marmor. Ihre wenigen erhaltenen, sauber geschnittenen Buchstaben legen eine Datierung ins zweite Jahrhundert und einen kaiserlichen Auftraggeber nahe. Weitere Funde belegen, dass im Tempelbezirk Statuen aus Stein und Bronze aufgestellt waren. Ihre Überreste sind jedoch allesamt sehr bescheiden. Aus dem nördlichen Tempel stammen noch umfangreiche Reste von Wandmalereien. Die Wände waren mit schwarzen Feldern, die wiederum durch rote, breite Streifen getrennt waren, dekoriert. Auf den roten Feldern waren Kandelaber in roter Farbe aufgemalt.
Im 4. Jahrhundert wurde der Bezirk umgebaut. Südöstlich der beiden Tempel wurde ein großes Haus errichtet, das im Grundriss eher an eine römische Villa erinnert. Die Ausgräber vermuten jedoch, dass es auch ein Tempel war. Vor allem fanden sich keine Hypokausten, die man bei einem Wohnbau dieser Größe erwarten würde. Der Tempelbezirk wurde anscheinend im frühen 5. Jahrhundert verlassen.